# Reinhard Alber
Reinhard Alber (Singen, 6 de febrero de 1964) es un deportista alemán que compitió para la RFA en ciclismo en la modalidad de pista, especialista en la prueba de persecución por equipos.
Participó en los Juegos Olímpicos de Los Ángeles 1984, obteniendo una medalla de bronce en la prueba de persecución por equipos (junto con Rolf Gölz, Roland Günther y Michael Marx).

## Medallero internacional
| Juegos Olímpicos | Juegos Olímpicos             | Juegos Olímpicos  | Juegos Olímpicos        |
| Año              | Lugar                        | Medalla           | Competición             |
| ---------------- | ---------------------------- | ----------------- | ----------------------- |
| 1984             | Los Ángeles (Estados Unidos) | Medalla de bronce | Persecución por equipos |